# Aicurus (Ort)
Aicurus (Aikurus, Aicuros) ist eine osttimoresische Siedlung im Suco Tulataqueo (Verwaltungsamt Remexio, Gemeinde Aileu).

## Geographie
Das Dorf Aicurus liegt an der Südostgrenze der Aldeia Aicurus zur Aldeia Dacilelo, in einer Meereshöhe von 1073 m. Jenseits der Grenze schließt sich direkt das Dorf Raileten an. Die Überlandstraße, die die Orte Laclo und Remexio verbindet, durchquert die beiden Orte mit einem Bogen von Süden in Richtung Osten. An ihr liegt auch die Grundschule (Escola Básica EB) Aicurus. Eine weitere Straße führt Richtung Norden zu den Siedlungen im Osten der Aldeia Aicurus und nach Hatu Ermera (Hatomera), dem Hauptort des benachbarten Sucos Hohorai. Südwestlich des Ortszentrums von Aicurus steht auf der anderen Seite der Grenze zur Aldeia Roluli die Kapelle Santo Antonio.

## Geschichte
Mitte 1977 fand in Aicurus ein Treffen des Zentralkomitees der FRETILIN statt, bei dem der Kampf gegen die indonesischen Besatzer neu ausgerichtet wurde. DasVerteidigungsministerium einschließlich der stellvertretenden Ministerposten abgeschafft.